# Iapir trombetensis
Iapir trombetensis is een keversoort uit de familie Torridincolidae. De wetenschappelijke naam van de soort is voor het eerst geldig gepubliceerd in 1991 door Fonseca, Py-Daniel & Barbosa.